# Araux
Araux – miejscowość i gmina we Francji, w regionie Nowa Akwitania, w departamencie Pireneje Atlantyckie.
Według danych na rok 1990 gminę zamieszkiwało 110 osób, a gęstość zaludnienia wynosiła 20 osób/km² (wśród 2290 gmin Akwitanii Araux plasuje się na 1066. miejscu pod względem liczby ludności, natomiast pod względem powierzchni na miejscu 1395.).
| 1901 | 1962 | 1968 | 1975 | 1982 | 1990 | 1999 |
| ---- | ---- | ---- | ---- | ---- | ---- | ---- |
| 198  | 115  | 115  | 109  | 123  | 110  | 115  |